# 六ヶ所インターチェンジ
六ヶ所インターチェンジ（ろっかしょインターチェンジ）は、青森県上北郡六ヶ所村にある下北半島縦貫道路のインターチェンジである。

## 道路
- 下北半島縦貫道路（国道279号 吹越バイパス / 有戸北バイパス）

## 歴史
- 2012年（平成24年）11月13日 : 有戸北バイパス・六ヶ所IC - 野辺地北IC間開通に伴い供用開始。
- 2017年（平成29年）11月15日 : 吹越バイパス・横浜吹越IC - 六ヶ所IC間開通[2]。

## 周辺
- むつ小川原港

## 隣
下北半島縦貫道路（国道279号 吹越バイパス / 有戸北バイパス）
横浜吹越IC - 六ヶ所IC - 野辺地北IC